# アジア・キリスト教大学協会

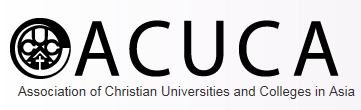

アジア・キリスト教大学協会（英語：Association of Christian Universities and Colleges in Asia：ACUCA）は、アジアで教育分野でのキリスト教者としての貢献を行っている大学の組織。 1976年に発足。インドネシア、韓国、タイ、台湾、日本、フィリピン、香港の7つの国と地域からキリスト教系大学が加盟している。『アクーカ』と呼び習わされている。

## 概要
協会は1950年代から始まったアジアにおけるキリスト教系大学の学長会議から始まり、1976年アジア・キリスト教高等教育連合理事会（United Board for Christian Higher Education in Asia：UBCHEA）によってキリスト教主義高等機関の相互協力と質の向上を目的として創設された。主に学長や大学運営者を対象とするプログラム、教員交換プログラム、学生留学プログラムを行っており、各大学の課題運営について情報交換、議論する会議や教員交流、加盟大学間の学生短期留学、スチューデントキャンプなどを行っている。。
設立以来、UBCHEA連合理事会が協会のプログラムに対して助成金を提供してきたが、段階的に経済的援助を縮小し、2005年11月には助成金を停止した。この変化に対して協会では加盟校会費を引き上げ、連合理事会からの経済的自立を達成した。
理事長経験者
鈴木典比古，日本国際教養大学学長（2010年－2012年）
江漢聲，台湾輔仁大学学長（2012年－2014年）

## 加盟大学
加盟大学は以下の通り。

### 香港
- 香港中文大学崇基学院
- 香港浸会大学
- 嶺南大学

### インドネシア
- パラヤンガンキリスト教大学（Parahyangan Catholic University）
- プトラキリスト教大学（Petra Christian University）
- サッチャ・ワチャナキリスト教大学（Satya Wacana Christian University）
- インドネシアキリスト教大学（Universitas Kristen Indonesia）
- マラナタキリスト教大学（Maranatha Christian University）
- ドゥタ・ワチャナキリスト教大学（Duta Wacana Christian University）
- スジジャプラナタカトリック大学（Soegijapranata Catholic University）
- プリタ・ハラパン大学（Universitas Pelita Harapan）
- クリダ・ワチャナキリスト教大学（Krida Wacana Christian University）
- アトマ・ジャヤ大学（Atma Jaya Yogyakarta University）
- サナタ・ダルマ大学（Sanata Dharma University）

### 日本
- 国際基督教大学
- 北星学園大学
- 青山学院大学
- 明治学院大学
- 関西学院大学
- 桃山学院大学
- 西南学院大学
- 上智大学
- 南山大学
- 同志社大学
- 桜美林大学
- 聖学院大学
- 東京女子大学
- 大阪女学院大学
- 神戸女学院大学
- 広島女学院大学

### 韓国
- 梨花女子大学校
- 崇実大学校
- 西江大学校
- 延世大学校
- 啓明大学校
- 韓南大学校
- 全州大学校
- 韓東大学校
- 湖西大学校
- 明知大学校

### フィリピン
- アテネオ・デ・マニラ大学
- セントラル・フィリピン大学
- デ・ラ・サール大学
- フィラマーキリスト教大学
- ミリアム・カレッジ
- フィリピン・キリスト教大学
- フィリピン・女子大学
- シリマン大学
- フィリピン・セントポール大学
- アジア・トリニティ大学

### 台湾
- 輔仁大学
- 東海大学 (台湾)
- 東呉大学
- 中原大学
- 静宜大学
- 長栄大学
- 文藻外語学院
- 聖約翰科技大学

### タイ王国
- パーヤップ大学
- アサンプション大学 (タイ)
- タイキリスト教大学
- アジア太平洋国際大学